# Joseph Wang
Joseph Wang (1948-) es un profesor de nanoingeniería en la Universidad de California en San Diego, especializado en biosensores, nanosensores, nanomáquinas y electroquímica. Su grupo de investigación ha construido el nanomotor más rápido hasta la fecha.

## Biografía
Joseph Wang nació en Israel en 1948. Estudió química en la Technion - Israel Institute of Technology de Haifa. Obtuvo el grado de licenciatura en 1972 y un máster en 1974. Después de completar su doctorado en el Technion en 1978, ejerció como investigador postdoctoral asociado en la Universidad de Wisconsin, Madison. En 1980, se incorporó al Departamento de Química y Bioquímica de la Universidad Estatal de Nuevo México, donde ocupa el puesto de profesor Regents y es titular de la Cátedra Manasse.
Wang fundó la revista científica Electroanalysis (Wiley-VCH) en 1988 y ha sido editor en jefe desde entonces. En 2004-2008, ejerció como Director del Centro de Bioelectrónica y Biosensores del recién creado Instituto de Biodiseño y como profesor de Ingeniería Química y de Química en la Universidad Estatal de Arizona (ASU). Desde 2008, Wang ejerce como profesor de nanoingeniería en la Universidad de California en San Diego.

## Campos de investigación
Las primeras investigaciones de Joseph Wang se centraron en biosensores electroquímicos y detectores para el diagnóstico clínico y monitorización ambiental, con especial énfasis en monitorización de la glucosa sanguínea para el control de la diabetes. Los intereses actuales de investigación de Wang incluyen el desarrollo de nanomotores y nanomáquinas, puertas lógicas enzimáticas, sensores basados en nanomateriales, biosensores, bioelectrónica, dispositivos de microfluidos ("Lab on a chip") y sensores remotos para control del medio ambiente y la seguridad. Sus contribuciones en esta dirección han tenido gran impacto en el desarrollo de técnicas de fabricación de sensores electroquímicos y nanomáquinas hechas por el hombre.
Wang dirige un equipo que ha fusionado satisfactoriamente los esfuerzos en los campos de los biosensores, electrónica y nanotecnología de nanocristales para que puedan actuar como núcleo de biosensores de ADN por vía electrónica capaces del reconocimiento de mutaciones sutiles en el ADN. Esto posee un enorme potencial para aplicaciones tales como el diagnóstico y tratamiento de enfermedades genéticas. La obra de Wang en el campo de las nanomáquinas ha llevado al desarrollo del nanomotor más rápido del mundo impulsado por combustible sintético, hasta un nuevo biosensor de ADN basado en movimiento.
También ha desarrollado para la Oficina de Investigación Naval las bases de un hospital de campaña-en-un -chip. Wang desarrolló recientemente tecnología de sensores bioelectrónicos impresos en tejidos.
Más de 25 doctorandos y 100 becarios posdoctorales han colaborado con Wang.

## Publicaciones
Joseph Wang ha sido autor de más de 850 trabajos de investigación (índice h = 92), 11 libros, 12 patentes, y 35 capítulos de libro sobre los temas.
- Análisis electroquímico
- Biosensores y sensores químicos
- Biosensores para la monitorización directa de los contaminantes ambientales en el campo
- Electroquímica de ácidos nucleicos y proteínas
- Técnicas electroquímicas en Química Clínica y Laboratorio Clínico
- Análisis por redisolución: Principios, instrumentación y aplicaciones
- Sensores electroquímicos, biosensores y sus aplicaciones biomédicas

Fue clasificado como el "investigador más citado en Ingeniería" durante 1997 - 2007, así como el "químico más citado" en la lista ISI de "investigadores más citados en Química" durante el mismo período.

## Premios
- Cátedra Regents, Universidad Estatal de Nuevo México
- Cátedra Manasse, Universidad Estatal de Nuevo México
- Medalla Heyrovský, República Checa
- Profesor Honorario de la Universidad Nacional de Córdoba, Argentina
- Premio Nacional de Instrumentación Analítica de la Sociedad Americana de Química, 1999
- Premio Nacional de Electroquímica de la American Chemical Society, 2006
- Doctor honoris causa, por la Universidad Complutense de Madrid, España, 2007
- Miembro Honorario del Instituto Nacional de Química en Liubliana, Eslovenia, 2007
- Miembro del Instituto Americano de Ingeniería Médica y Biológica, 2010
- Doctor honoris causa, por la Universidad de Alcalá, España, 2011
- Profesor Honorario de la Universidad de Ciencia y Tecnología de Pekín, 2011